# Lianhe (häradshuvudort)
Lianhe (kinesiska: 联合, 联合街道, 南岔, 南岔区) är en häradshuvudort i Kina. Den ligger i provinsen Heilongjiang, i den nordöstra delen av landet, omkring 250 kilometer nordost om provinshuvudstaden Harbin. Antalet invånare är 121 367.
Runt Lianhe är det ganska glesbefolkat, med 40 invånare per kvadratkilometer. Lianhe är det största samhället i trakten. I omgivningarna runt Lianhe växer i huvudsak blandskog.
Genomsnittlig årsnederbörd är 1 025 millimeter. Den regnigaste månaden är juli, med i genomsnitt 226 mm nederbörd, och den torraste är januari, med 10 mm nederbörd.